# West Chevington
West Chevington – osada w Anglii, w hrabstwie Northumberland, w civil parish Tritlington and West Chevington. W 1961 osada liczyła 118 mieszkańców.